# Justus Glesker

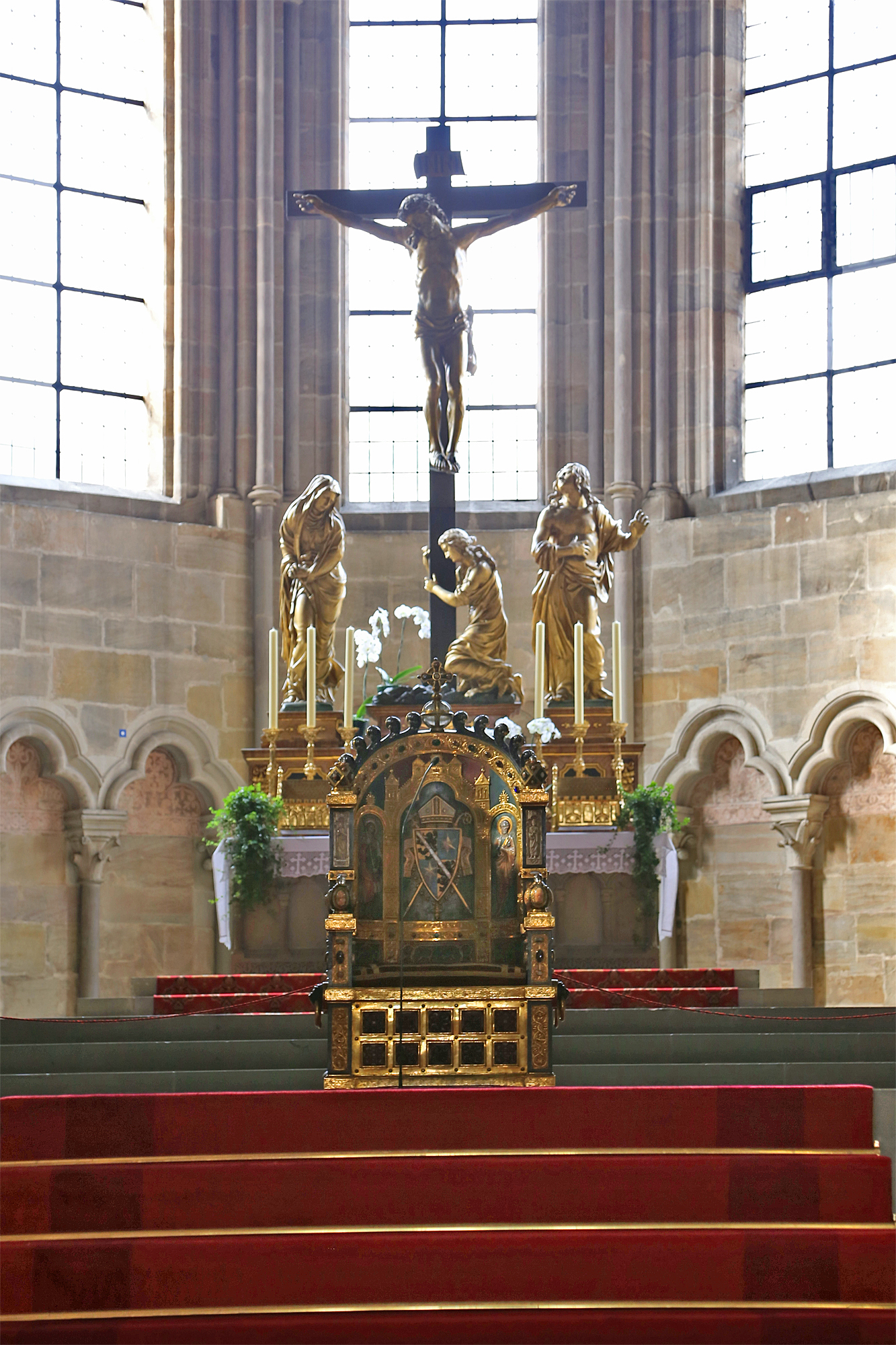
Kreuzigungsgruppe im Westchor des Bamberger Doms

Justus Glesker, auch Gleßkher, (* zwischen 1610 und 1623 in Hameln; † 2. Dezember 1678 in Frankfurt am Main) war ein deutscher Bildschnitzer und Elfenbeinplastiker. Zu seinen Hauptwerken gehört die Ausstattung des Bamberger Doms.

## Leben
Glesker war der Sohn des in Hameln wirkenden Bildhauers Jost Klescker, bei dem er auch in die Lehre ging. Danach reiste er in die Niederlande und nach Italien und wurde hier durch François Duquesnoy und Gian Lorenzo Bernini beeinflusst. Um 1648 ließ er sich in Frankfurt nieder und schuf bis 1653 sein Hauptwerk (eine überlebensgroße Kreuzigungsgruppe) für die Ausstattung des Bamberger Doms. Glesker lebte zu dieser Zeit in Frankfurt, wo er 1654 als „Kunstbildhauer“ das Bürgerrecht erhielt und Stadtkapitän war. 1669 bis 1671 war er auch an der Ausstattung der Barfüßerkirche in Frankfurt beteiligt.
Glesker schuf seine Skulpturen im Stil des Frühbarock. Er galt Zeitgenossen als einer der besten Bildhauer Süddeutschlands, so erwähnt auch Joachim von Sandrart den Künstler mehrfach und lobte dessen Arbeiten im Bamberger Dom und kleinere Elfenbeinschnitzereien. Nur wenige seiner Werke sind erhalten geblieben.

## Werke (Auswahl)

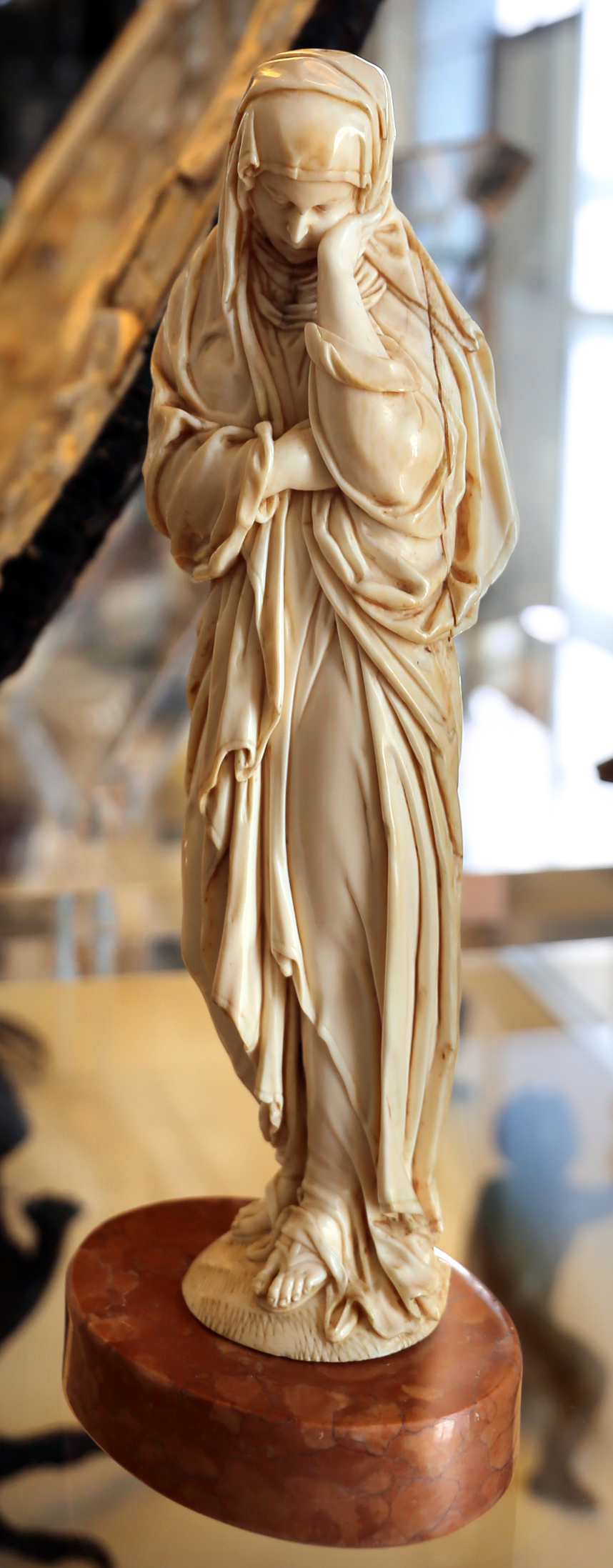
Elfenbeinfigur Trauernde Muttergottes

- Trauernde Muttergottes und Johannes aus einer Kreuzigungsgruppe, Elfenbein, um 1635/1645, Galleria Estense, Modena (Zuschreibung)
- Kreuzigungsgruppe, vergoldetes Lindenholz, 1648/1649, Bamberger Dom
- ehemaliger Petersaltar (heute Domschatzkammer), auferstandener Christus, 1648/1649, Bamberger Dom
- ehemaliger Mauritiusaltar, Engelsfiguren, alle Lindenholz, 1650, Bamberger Dom
- Petersaltar, Lindenholz, 1651/1652, Historisches Museum Frankfurt
- Heiliger Otto, ehemals Bamberger Dom, Historisches Museum Frankfurt
- Skulptur eines „Mohren“ für den Lustgarten des Grafen Johannes von Nassau-Idstein (verschollen)